# دافيد ألابا
دافيد أولاتوكونبو ألابا (بالألمانية: David Olatukunbo Alaba)؛ مواليد 24 يونيو 1992) هو لاعب كرة قدم نمساوي يلعب مع ريال مدريد في الدوري الإسباني ومنتخب النمسا. كلاعب متعدد الاستخدامات، لعب ألابا العديد من المراكز، بما في ذلك خط الوسط المركزي، والدفاع المركزي، والجناح الأيمن والأيسر، لكنه ازدهر منذ ذلك الحين في مركز الظهير الأيسر.
شارك ألابا في أكثر من 350 مباراة مع بايرن ميونخ منذ عام 2010، وحصل على 20 لقب بما في ذلك تسعة ألقاب في الدوري الألماني ودوري أبطال أوروبا في عامي 2013 و2020. وقد تم اختياره كأفضل لاعب كرة قدم نمساوي للعام ست مرات متتالية من 2011 إلى 2016، وتم اختياره في فريق اليويفا ثلاث مرات.
وهو يحمل رقمًا قياسيًا في النمسا كأصغر لاعب يلعب في منتخبهم الوطني، حيث شارك لأول مرة في عام 2009 عندما كان يبلغ من العمر 17 عامًا. خاض أكثر من 80 مباراة دولية ومثل منتخب بلاده في بطولة أمم أوروبا 2016.

## مسيرته الكروية

### النشأة
وُلد ألابا في فيينا، وبدأ مسيرته مع سي في أسبرن، ناديه المحلي في أسبرن، قبل انضمامه إلى أكاديمية أوستريا فيينا للشباب في العاشرة من عمره. تم اختياره على مقاعد البدلاء في الفريق الأول لمباراة في الدوري الألماني. كما لعب خمس مباريات مع الفريق الاحتياطي لأوستريا فيينا، قبل مغادرته في صيف 2008 للانضمام إلى بايرن ميونخ في الدوري الألماني الدرجة الأولى.

### بايرن ميونخ

#### الشباب، والفريق الاحتياطي، وإعارته لهوفنهايم
بدأ في أكاديمية بايرن للشباب، ولعب للفريق تحت 17 عامًا وتحت 19 عامًا، قبل ترقيته إلى الفريق الاحتياطي في موسم 2009–10. شارك لأول مرة في مباراة بالدوري الألماني الدرجة الثالثة ضد دينامو درسدن في أغسطس 2009 وسجل هدفه الاحترافي الأول لبايرن ميونيخ ب في 29 أغسطس 2009. تم اختياره في تشكيلة بايرن ميونخ لدوري أبطال أوروبا 2009–10، حيث تم إعطاؤه القميص رقم 27. في يناير 2010، أُعلن أن ألابا سيتدرب مع الفريق الأول لبقية موسم 2009–10، جنبا إلى جنب مع زملائه في الفريق الاحتياطي دييغو كونتينتو ومحمد أكيجي.
تم اختيار الثلاثي على مقعد بدائل الفريق الأول لأول مرة في 10 فبراير 2010، لمباراة في كأس ألمانيا ضد غرويتر فورت، ودخل ألابا في الدقيقة 59، ليحل محل كريستيان ليل. بعد دقيقة واحدة على أرض الملعب، وبلمسته الثانية في المباراة، صنع هدف فرانك ريبيري الذي منح بايرن التقدم 3–2، في المباراة التي فازوا بها 6–2. كما أصبح أصغر لاعب يشارك مع بايرن مباراة رسمية، بعمر 17 سنة و7 أشهر و8 أيام. في سن 17 سنة و8 أشهر و13 يومًا، شارك لأول مرة في دوري أبطال أوروبا ضد فيورنتينا في 9 مارس 2010.
في يناير 2011، انضم ألابا إلى هوفنهايم على سبيل الإعارة حتى نهاية موسم 2010–11. في وقت لاحق من ذلك الشهر، سجل أول هدف له على الإطلاق في الدوري الألماني في مباراة التعادل 2–2 أمام سانت باولي.

#### 2011–12
عاد ألابا إلى بايرن في بداية موسم 2011–12، حيث أصبح لاعباً منتظمًا مع الفريق الأول. في 23 أكتوبر 2011، سجل ألابا أول هدف له في الدوري لصالح بايرن في مباراة الخسارة خارج الأرض 1–2 أمام هانوفر 96. في 20 ديسمبر 2011، حصل ألابا على جائزة أفضل لاعب كرة قدم في النمسا للمرة الأولى. خلال النصف الثاني من موسم الدوري الألماني 2011–12، وضع لنفسه مكان أساسي في فريق بايرن ميونيخ. في 25 أبريل 2012، لعب في مباراة الإياب لنصف نهائي دوري أبطال أوروبا 2011–12 ضد ريال مدريد، وسجل ركلة بايرن الأولى في ركلات الترجيح حيث فاز البايرن 3–1 بركلات الترجيح. ومع ذلك، بسبب حصوله على بطاقة صفراء في الدور نصف النهائي، لم يتمكن ألابا من المشاركة في نهائي دوري أبطال أوروبا 2012 بسبب الإيقاف.
في 2 أبريل 2013، سجل ألابا الهدف السابع الأسرع (25.02 ثانية) في تاريخ دوري أبطال أوروبا ليضع بايرن في طريقه للفوز 2–0 على يوفنتوس. في 25 مايو 2013، لعب 90 دقيقة كاملة في الظهير الأيسر حيث فاز بايرن على بوروسيا دورتموند 2–1 في نهائي دوري أبطال أوروبا 2013. في 18 ديسمبر 2012، حصل ألابا على جائزة أفضل لاعب نمساوي للعام الثاني على التوالي.

#### 2013–16
خلال موسم 2013–14، لعب في كأس السوبر الألماني ضد بوروسيا دورتموند، وكأس السوبر الأوروبي ضد تشيلسي، ومباراتين في كأس العالم للأندية؛ الأولى ضد غوانغجو إفرغراند تاوباو والثانية ضد الرجاء الرياضي. في 2 ديسمبر 2013، وقع ألابا عقدًا جديدًا مع بايرن ميونيخ، يبقيه في النادي حتى 2018. في 20 ديسمبر، تم اختيار ألابا للفوز بجائزة أفضل لاعب نمساوي للعام الثالث على التوالي.

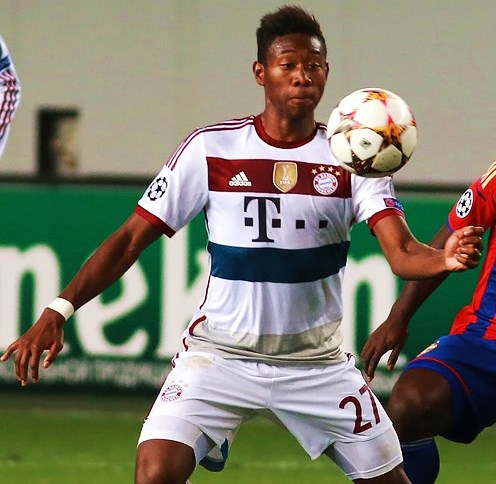
ألابا يلعب مع بايرن ميونخ في 2014

في 18 ديسمبر 2014، حصل ألابا على لقب أفضل لاعب نمساوي للعام الرابع على التوالي. في يناير 2015، تم التصويت على ألابا على موقع UEFA.com كأفضل ظهير في تشكيلة العام 2014 من قبل المستخدمين (354،067 صوتًا) للسنة الثانية على التوالي. في 31 مارس 2015، تعرض ألابا لإصابة في أربطة ركبته اليسرى أثناء تعادل النمسا الودي مع البوسنة والهرسك 1–1. غاب ألابا عن بقية الموسم مع بايرن بسبب الإصابة.
شارك في أول مرة له في موسم 2015–16 بكأس السوبر الألماني في 1 أغسطس، وهُزم بركلات الترجيح أمام فولفسبورغ. بعد ثلاثة أسابيع ضد ناديه السابق هوفنهايم، أدت تمريرة ألابا الخاطئة إلى تسجيل كيفن فولاند هدف بعد تسع ثوان من بداية المباراة، وهو أسرع هدف في تاريخ الدوري الألماني. في 17 ديسمبر 2015، حصل ألابا على جائزة أفضل لاعب نمساوي للعام الخامس على التوالي. في 8 يناير 2016، تم التصويت لألبا على موقع UEFA.com باعتباره الظهير الأيسر في فريق العام 2015 للعام الثالث على التوالي. في 18 مارس 2016، مدد ألابا عقده حتى عام 2021.

#### 2016–21
كان أول ظهور له في موسم 2015–16 في كأس السوبر الألماني في 1 أغسطس، بعد الهزيمة بركلات الترجيح أمام فولفسبورغ. بعد ثلاثة أسابيع ضد ناديه السابق هوفنهايم، أدت تمريرة ألابا الخاطئة إلى تسجيل كيفن فولاند في أول تسع ثوان، وهو أسرع هدف في تاريخ الدوري الألماني على الإطلاق. في 17 ديسمبر 2015، حصل ألابا على لقب أفضل لاعب كرة قدم نمساوي للعام الخامس على التوالي.
في 8 يناير 2016، تم التصويت على ألابا كظهير أيسر في فريق اليويفا للعام الثالث على التوالي. في 18 مارس 2016، مدد ألابا عقده حتى عام 2021. في 21 ديسمبر 2016، حصل ألابا على لقب أفضل لاعب كرة قدم نمساوي للعام السادس على التوالي.
في 10 فبراير 2018، لعب ألابا مباراته رقم 200 في الدوري الألماني في الفوز 2–1 على شالكه.
خلال موسم 2019–20، لعب ألابا بشكل أساسي في مركز قلب الدفاع، وغالبًا ما كان يشارك مع جيروم بواتينغ. لقد تكيف مع المركز الجديد جيدًا وسرعان ما أصبح قائد الدفاع. في 23 أغسطس 2020، لعب 90 دقيقة كاملة في مركز قلب الدفاع عندما فاز بايرن على باريس سان جيرمان 1–0 في نهائي دوري أبطال أوروبا 2020. ليحقق مع بايرن ميونخ الثلاثية الثانية بعد ثلاثية موسم 2012–13.
بعد عدة محاولات لتمديد عقده، ذكر ألابا أن بايرن ميونخ سأله في وقت سابق عما إذا كان مهتمًا بصفقة مبادلة مع ليروي ساني من مانشستر سيتي، والذي اعتبرها «صفعة على الوجه».
في 16 فبراير 2021، أعلن ألابا أنه سيغادر بايرن ميونخ بعد موسم 2020–21 بعد ثلاثة عشر عامًا قضاها في النادي.

### ريال مدريد
في 28 مايو 2021، أعلن نادي ريال مدريد الإسباني أنه توصل إلى اتفاق انتقال حر مع ألابا، حيث وقع عقدًا مدته خمس سنوات يبدأ في 1 يوليو 2021. ورث القميص رقم 4، الذي كان يرتديه سابقًا قائد الفريق سيرخيو راموس. خلال الـ16 موسم الماضية. في 14 أغسطس 2021، شارك ألابا لأول مرة مع ريال مدريد في الجولة الأولى من الدوري الإسباني 2021–22 أمام ألافيس، واستطاع من صناعة الهدف الرابع لفينيسيوس جونيور في المباراة التي انتهت بالفوز 4–1.
وفي 18 ديسمبر 2023، أعلن ريال مدريد إصابة ألابا بقطع في الرباط الصليبي للركبة اليسرى، خلال الشوط الأول من مباراة الفريق أمام فياريال، في الجولة 17 من الدوري الإسباني.

## مسيرته الدولية

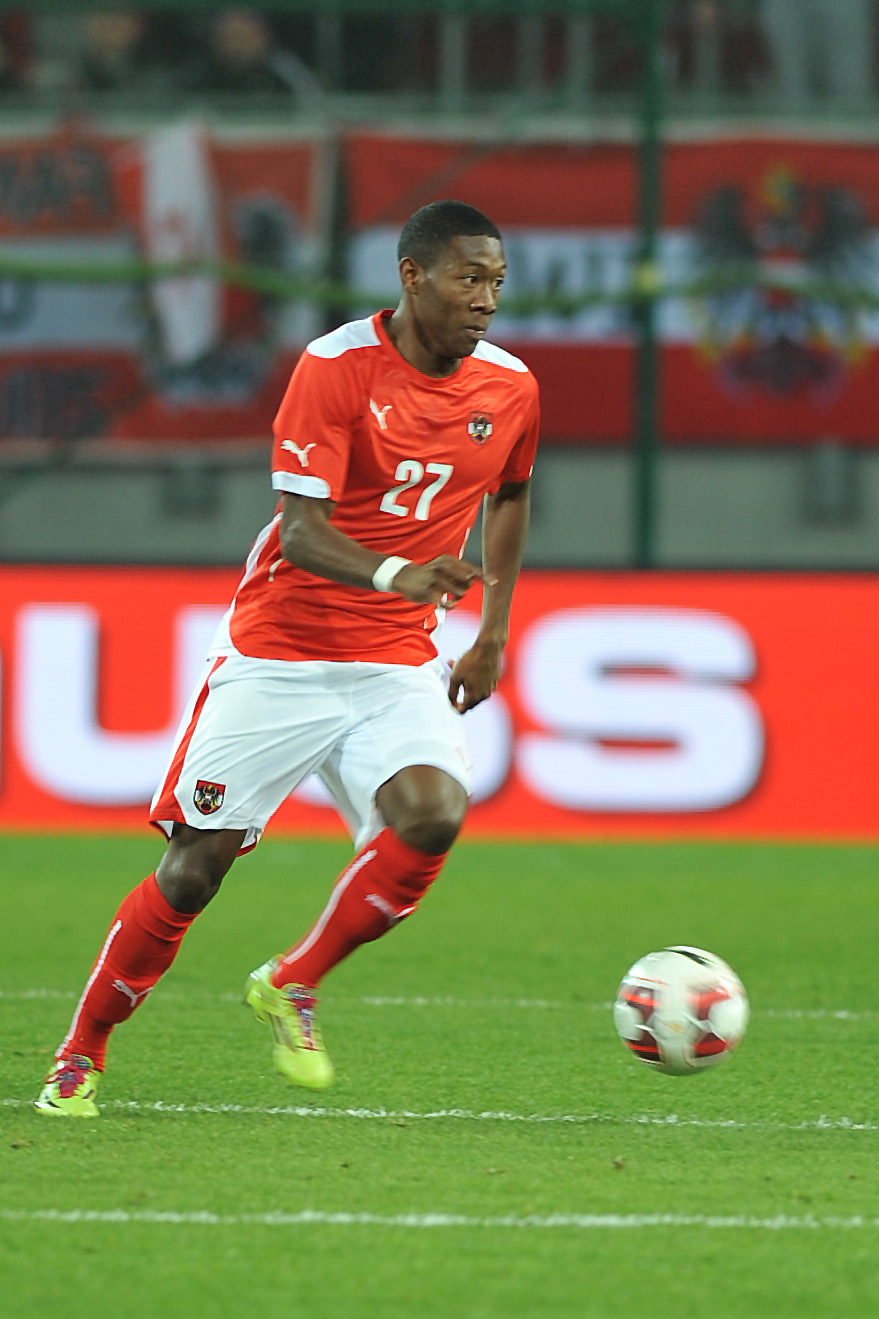
ألابا يلعب مع النمسا في 2014

لعب ألابا مع النمسا تحت 17 سنة والنمسا تحت 19 سنة والنمسا تحت 21 سنة. في أكتوبر 2009، تم استدعائه إلى منتخب النمسا الأول لمباراة ضد فرنسا. شارك لأول مرة في هذه المباراة، مما جعله أصغر لاعب في تاريخ المنتخب الوطني النمساوي. سجل هدفه الأول مع النمسا في 16 أكتوبر 2012 في مباراة بتصفيات كأس العالم 2014 على أرضه أمام كازاخستان حيث فازت النمسا 4–0.
في سن الـ19 فقط، فاز ألابا بالتصويت المرموق للاعب كرة القدم النمساوي للعام في 2011. في الاستطلاع الذي نظمته وكالة الأنباء النمساوية (APA) بين مدربي الأندية النمساوية العشرة الأولى في الدوري النمساوي، حقق ألابا الصدارة برصيد 21 نقطة، فقط متقدما على نجم أوستريا فيينا الهولندي ناصر بارازيت (20 نقطة) ولاعب شتوتغارت مارتن هارنيك. في ديسمبر 2012، حصل على الجائزة للسنة الثانية على التوالي. في 10 سبتمبر 2013، سجل ألابا الهدف الوحيد للمباراة ضد أيرلندا في الدقيقة 84 ليمنح النمسا 1–0. وسجل الهدف النهائي في فوز النمسا 3–0 في مباراة التصفيات النهائية ضد جزر فارو.
أنهى ألبا موسم التصفيات المؤهلة لكأس العالم 2014 كأفضل هداف للنمسا بستة أهداف.
سجل ركلة جزاء في الدقيقة التاسعة على طريقة بانينكا في 8 سبتمبر 2015 ليفوز على السويد بنتيجة 4–1 على فريندز أرينا في سولنا. تأهلت النمسا لنهائيات بطولة أمم أوروبا 2016، وهي مشاركة لهم في بطولة قارية. لعب ألابا في جميع مباريات المجموعات الثلاث حيث خرجت النمسا من البطولة في المركز الأخير بمجموعتها بنقطة واحدة.
في 24 مارس 2017، قاد النمسا للمرة الأولى في مباراة تصفيات كأس العالم 2018 ضد مولدوفا في الفوز 2–0، بسبب غياب القائد يوليان باومغارتلينغر للإيقاف. لعب ألابا في ثماني مباريات حيث فشلت النمسا في التأهل لكأس العالم 2018.

## حياته الشخصية
وُلد ألابا في فيينا لجينا وجورج ألابا ولديه أخت واحدة، فنانة تسجيل محترفة تُدعى روز ماي ألابا. هاجرت والدته الفلبينية من الفلبين للعمل كممرضة. والده النيجيري من يوروبا وهو أمير من أوغيري وهو أيضًا مغني راب ويعمل دي جي. دافيد مسيحي وعضو في سبتيون.

## خارج كرة القدم
تم اختيار ألابا ليكون على غلاف لعبتي فيفا 15 وفيفا 16 في النمسا بجانب ليونيل ميسي.

## الإحصائيات

### النادي
آخر تحديث 14 أغسطس 2021.
| النادي           | الموسم   | الدوري                         | الدوري | الدوري  | الكأس  | الكأس   | قاري   | قاري    | أخرى   | أخرى    | المجموع | المجموع | م.            |
| النادي           | الموسم   | الدرجة                         | الظهور | الأهداف | الظهور | الأهداف | الظهور | الأهداف | الظهور | الأهداف | الظهور  | الأهداف | م.            |
| ---------------- | -------- | ------------------------------ | ------ | ------- | ------ | ------- | ------ | ------- | ------ | ------- | ------- | ------- | ------------- |
| بايرن ميونخ      | 2009–10  | الدوري الألماني                | 3      | 0       | 1      | 0       | 2      | 0       | —      | —       | 6       | 0       | [ 69 ]        |
| بايرن ميونخ      | 2010–11  | الدوري الألماني                | 2      | 0       | 1      | 0       | 0      | 0       | 0      | 0       | 3       | 0       | [ 70 ]        |
| بايرن ميونخ      | 2011–12  | الدوري الألماني                | 30     | 2       | 6      | 1       | 11     | 0       | —      | —       | 47      | 3       | [ 71 ]        |
| بايرن ميونخ      | 2012–13  | الدوري الألماني                | 23     | 3       | 4      | 0       | 11     | 2       | 0      | 0       | 38      | 5       | [ 72 ]        |
| بايرن ميونخ      | 2013–14  | الدوري الألماني                | 28     | 2       | 5      | 0       | 12     | 2       | 4      | 0       | 49      | 4       | [ 73 ] [ 74 ] |
| بايرن ميونخ      | 2014–15  | الدوري الألماني                | 19     | 2       | 3      | 3       | 6      | 0       | 1      | 0       | 29      | 5       | [ 74 ] [ 75 ] |
| بايرن ميونخ      | 2015–16  | الدوري الألماني                | 30     | 1       | 5      | 0       | 10     | 1       | 1      | 0       | 46      | 2       | [ 74 ] [ 76 ] |
| بايرن ميونخ      | 2016–17  | الدوري الألماني                | 32     | 4       | 5      | 1       | 9      | 0       | 1      | 0       | 47      | 5       | [ 77 ] [ 78 ] |
| بايرن ميونخ      | 2017–18  | الدوري الألماني                | 23     | 2       | 6      | 0       | 7      | 0       | 0      | 0       | 36      | 2       | [ 79 ]        |
| بايرن ميونخ      | 2018–19  | الدوري الألماني                | 31     | 3       | 4      | 0       | 7      | 0       | 1      | 0       | 43      | 3       | [ 80 ]        |
| بايرن ميونخ      | 2019–20  | الدوري الألماني                | 28     | 1       | 5      | 1       | 8      | 0       | 1      | 0       | 42      | 2       | [ 81 ] [ 82 ] |
| بايرن ميونخ      | 2020–21  | الدوري الألماني                | 33     | 2       | 1      | 0       | 8      | 0       | 3      | 0       | 25      | 2       | [ 83 ]        |
| بايرن ميونخ      | المجموع  | المجموع                        | 278    | 22      | 46     | 6       | 92     | 5       | 12     | 0       | 428     | 33      | —             |
| بايرن ميونخ ب    | 2009–10  | الدوري الألماني الدرجة الثالثة | 23     | 1       | —      | —       | —      | —       | —      | —       | 23      | 1       | [ 69 ]        |
| بايرن ميونخ ب    | 2010–11  | الدوري الألماني الدرجة الثالثة | 10     | 0       | —      | —       | —      | —       | —      | —       | 10      | 0       | [ 70 ]        |
| بايرن ميونخ ب    | المجموع  | المجموع                        | 33     | 1       | —      | —       | —      | —       | —      | —       | 33      | 1       | —             |
| هوفنهايم (إعارة) | 2010–11  | الدوري الألماني                | 17     | 2       | 1      | 0       | —      | —       | —      | —       | 18      | 2       | [ 70 ]        |
| ريال مدريد       | 2021–22  | الدوري الإسباني                | 1      | 0       | 0      | 0       | 0      | 0       | 0      | 0       | 1       | 0       |               |
| الإجمالي         | الإجمالي | الإجمالي                       | 332    | 25      | 48     | 7       | 92     | 5       | 12     | 0       | 483     | 36      | —             |

1. 1 2 3 4 5 6 7 8 9 10 11  المباريات في دوري أبطال أوروبا
2. ↑  مباراة واحدة في كأس السوبر الألماني، ومباراة واحدة فيكأس السوبر الأوروبي، ومباراتين في كأس العالم للأندية.
3. 1 2 3 4 5  المباريات في كأس السوبر الألماني
4. ↑  مباراة واحدة في كأس السوبر الأوروبي، ومباراتين في كأس العالم للأندية

آخر تحديث 26 يونيو 2021.
| النمسا  | النمسا | النمسا  |
| العام   | الظهور | الأهداف |
| ------- | ------ | ------- |
| 2009    | 2      | 0       |
| 2010    | 3      | 0       |
| 2011    | 11     | 0       |
| 2012    | 5      | 1       |
| 2013    | 10     | 5       |
| 2014    | 4      | 2       |
| 2015    | 7      | 3       |
| 2016    | 12     | 0       |
| 2017    | 5      | 0       |
| 2018    | 8      | 2       |
| 2019    | 5      | 1       |
| 2020    | 4      | 0       |
| 2021    | 9      | 0       |
| المجموع | 85     | 14      |

#### الأهداف الدولية
قائمة النتائج والأهداف مع منتخب النمسا الأول.
| #   | التاريخ        | المكان                             | الخصم            | الهدف | النتيجة | المسابقة                     |
| --- | -------------- | ---------------------------------- | ---------------- | ----- | ------- | ---------------------------- |
| 1.  | 16 أكتوبر 2012 | ملعب إرنست هابل، فيينا، النمسا     | كازاخستان        | 3–0   | 4–0     | تصفيات كأس العالم 2014       |
| 2.  | 22 مارس 2013   | ملعب إرنست هابل، فيينا، النمسا     | جزر فارو         | 5–0   | 6–0     | تصفيات كأس العالم 2014       |
| 3.  | 26 مارس 2013   | ملعب أفيفا، دبلن، جمهورية أيرلندا  | جمهورية أيرلندا  | 2–2   | 2–2     | تصفيات كأس العالم 2014       |
| 4.  | 7 يونيو 2013   | ملعب إرنست هابل، فيينا، النمسا     | السويد           | 1–0   | 2–1     | تصفيات كأس العالم 2014       |
| 5.  | 10 سبتمبر 2013 | ملعب إرنست هابل، فيينا، النمسا     | جمهورية أيرلندا  | 1–0   | 1–0     | تصفيات كأس العالم 2014       |
| 6.  | 15 أكتوبر 2013 | تورسفولور، توشهافن، جزر فارو       | جزر فارو         | 3–0   | 3–0     | تصفيات كأس العالم 2014       |
| 7.  | 8 سبتمبر 2014  | ملعب إرنست هابل، فيينا، النمسا     | السويد           | 1–0   | 1–1     | تصفيات بطولة أمم أوروبا 2016 |
| 8.  | 9 أكتوبر 2014  | ملعب زيمبرو، كيشيناو، مولدوفا      | مولدوفا          | 1–0   | 2–1     | تصفيات بطولة أمم أوروبا 2016 |
| 9.  | 27 مارس 2015   | ملعب راين بارك، فادوتس، ليختنشتاين | ليختنشتاين       | 3–0   | 5–0     | تصفيات بطولة أمم أوروبا 2016 |
| 10. | 8 سبتمبر 2015  | فريندز أرينا، سولنا، السويد        | السويد           | 1–0   | 4–1     | تصفيات بطولة أمم أوروبا 2016 |
| 11. | 17 نوفمبر 2015 | ملعب إرنست هابل، فيينا، النمسا     | سويسرا           | 1–1   | 1–2     | ودية                         |
| 12. | 23 مارس 2018   | ملعب فورترسي، كلاغنفورت، النمسا    | سلوفينيا         | 1–0   | 3–0     | ودية                         |
| 13. | 6 سبتمبر 2018  | جنرالي أرينا، فيينا، النمسا        | السويد           | 2–0   | 2–0     | ودية                         |
| 14. | 16 نوفمبر 2019 | ملعب إرنست هابل، فيينا، النمسا     | مقدونيا الشمالية | 1–0   | 2–1     | تصفيات بطولة أمم أوروبا 2020 |

## الإنجازات
بايرن ميونخ

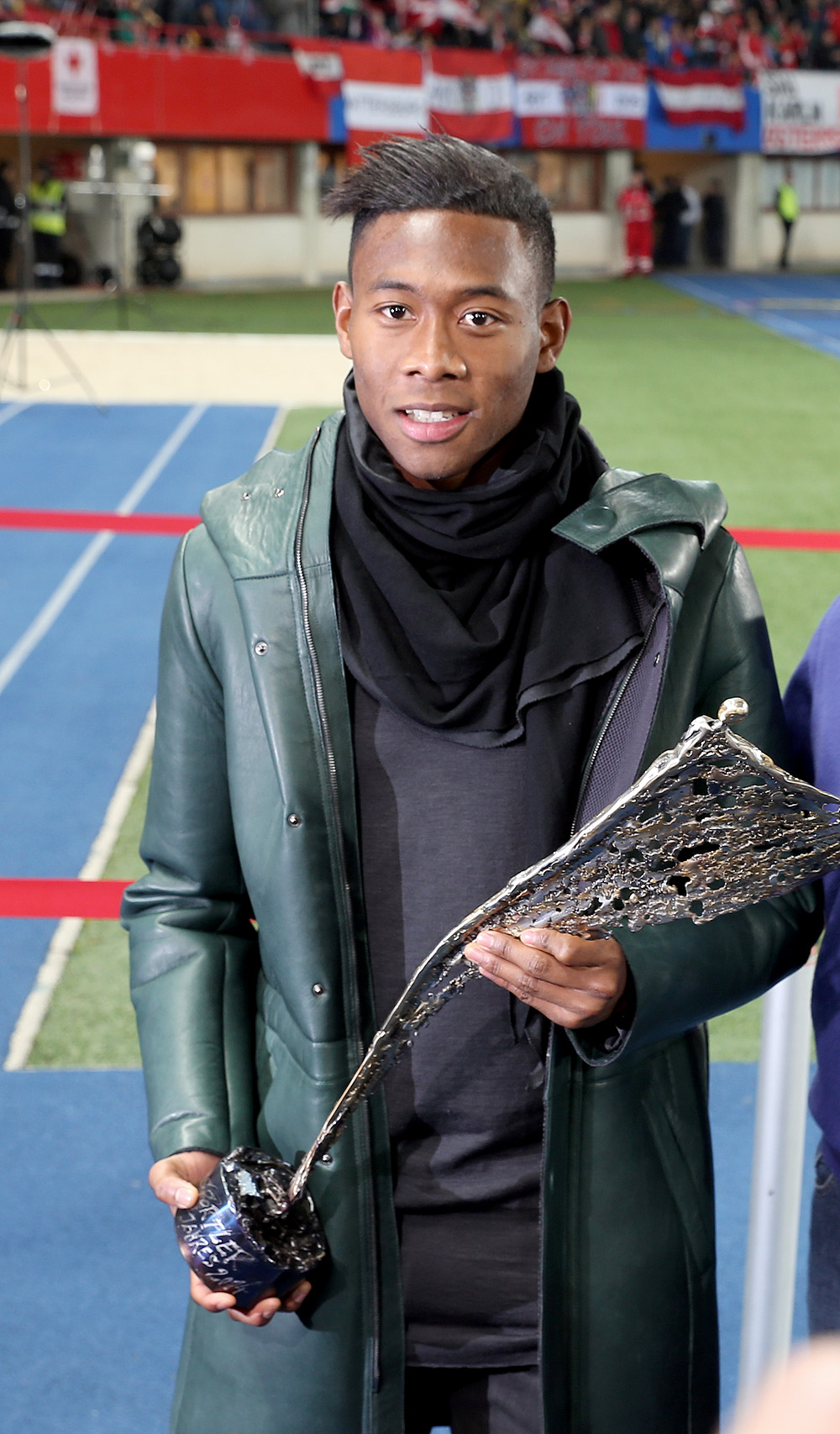
ألابا مع جائزة الشخصية الرياضة النمساوية للعام في 2014

- الدوري الألماني: 2009–10، 2012–13، 2013–14، 2014–15، 2015–16، 2016–17، 2017–18، 2018–19، 2019–20، 2020–21
- كأس ألمانيا: 2009–10، 2012–13، 2013–14، 2015–16، 2018–19، 2019–20
- كأس السوبر الألماني: 2012، 2016، 2017، 2018، 2020
- دوري أبطال أوروبا: 2012–13، 2019–20
- كأس السوبر الأوروبي: 2013، 2020
- كأس العالم للأندية: 2013، 2020

ريال مدريد
- الدوري الإسباني: 2021–22،[87] 2023–24[88]
- كأس السوبر الإسباني: 2021–22،[89] 2023–24[90]
- كأس ملك إسبانيا: 2022–23
- دوري أبطال أوروبا: 2021–22،[91] 2023–24[92]
- كأس السوبر الأوروبي: 2022
- كأس العالم للأندية: 2022

الفردية
- أفضل لاعب كرة قدم في النمسا [الإنجليزية]: 2011، 2012، 2013، 2014، 2015، 2016،[93] 2020[94]
- الشخصية الرياضة النمساوية للعام: 2013، 2014[95][96]
- جائزة اليويفا لأفضل فريق: 2013، 2014، 2015[97][98][99]
- فريق مرحلة المجموعات من دوري أبطال أوروبا: 2015–16[100]
- فريق الموسم من دوري أبطال أوروبا: 2019–20[101]
- دوري أبطال أوروبا فريق مرحلة المجموعات: 2015–16[102]
- فريق العام من قبل وسائل الإعلام الرياضية الأوروبية: 2013–14[103]
- فريق العالم من فرانس فوتبول: 2015[104]
- فريق الموسم في الدوري الألماني: 2014–15، 2015–16[105][106]
- فيفبرو الفريق الثاني: 2013، 2014، 2015، 2016[107][108][109][110]
- فيفبرو الفريق الثاني: 2017[111]

## وصلات خارجية
- دافيد ألابا على موقع الاتحاد الدولي (مؤرشف)  (الإنجليزية)
- دافيد ألابا على موقع الاتحاد الأوربي (الإنجليزية)
- دافيد ألابا على موقع إي إس بي إن إف سي (الإنجليزية)
- دافيد ألابا على موقع قاعدة بيانات كرة القدم.إي يو (الإنجليزية)
- دافيد ألابا على موقع بيانات كرة القدم. دي إي (الألمانية)
- دافيد ألابا على موقع ليكيب (الفرنسية)
- دافيد ألابا على موقع ناشيونال فوتبول تيمز (الإنجليزية)
- دافيد ألابا على موقع Soccerbase.com (لاعب) (الإنجليزية)
- دافيد ألابا على موقع Soccerway.com (الإنجليزية)
- دافيد ألابا على موقع عالم كرة القدم.نت (الإنجليزية)

| الجوائز           | الجوائز                                     | الجوائز           |
| ----------------- | ------------------------------------------- | ----------------- |
| سبقه مارسيل هيرشر | الشخصية الرياضة النمساوية للعام ‏ 2013، 2014 | تبعه مارسيل هيرشر |